# 리리 (1910년)
리리(李麗(이여), 1910년 3월 2일 ~ 2002년 5월 11일)는 중화민국 타이완의 전직 정치인이다. 지난날 한때 경극여배우 초기 시절 리베이핑(李北平, 이북평)이라는 예명을 잠시 사용하였다.

## 생애

### 주요 이력
1927년 경극배우 첫 데뷔하였으나 1936년 중화민국 대륙 본토를 떠나 홍콩으로 건너갔고 1938년 중화민국 광둥 성 영국령 홍콩 특별행정구에서 경극배우 은퇴하였다. 그 후 메이란팡 등의 첩보원 등을 지내다가 1945년 중화민국 광둥 성 광저우 지방에서 일본국 패망 사태를 목도, 그 후 1955년 중화인민공화국 광둥 성 영국령 홍콩 특별행정구를 떠나 자유중화민국 타이완 타이베이로 건너갔는데 1958년에는 결혼한지 14년여만에 이혼한 그 후 1970년부터 1981년까지 국민당 당무위원 등을 11년간 지내다가 1981년 국민당 탈당을 하여 정계 은퇴 후 일본 긴키 지방 나라 현 나라에 건너갔으며 1년 후 1982년 중화민국 타이완 타이베이에 귀국 및 귀환하였는데 20년 남짓 타이베이 야인(臺北 野人)으로 지내며 만성 관절염으로 투병하다가 2002년 5월 11일을 기하여 향년 92세로 별세하였다.

### 이외 경력
- 前 중국국민당 당무위원